# 49. lovski polk (Wehrmacht)
 Za druge 49. polke glej 49. polk.
49. lovski polk je bil lovski polk v sestavi redne nemške kopenske vojske med drugo svetovno vojno.

## Zgodovina
Polk je bil ustanovljen 11. decembra 1941 v Franciji z reorganizacijo 49. pehotnega polka za potrebe 28. lahke divizije, poznejše 28. lovske divizije.